# Rosine Roland
Rosine Roland (Grâce-Berleur, 6 oktober 1948) is een Belgisch voormalig kajakster.

## Levensloop
Roland behaalde drie medailles op het team-event van de wereldkampioenschappen, waarvan tweemaal brons (1971 en 1973) en eenmaal zilver (1975). In 1971 en '73 vormde ze er een team met Mélanie Alexis en Ingrid Burny. In 1975 bestond het team bezijdens Roland uit Burny en Chantal Boverie.
Daarnaast nam ze deel aan de K1 Slalom op de Olympische Spelen van 1972 te München. Aldaar werd ze 17e in de eindstand.
Ze was aangesloten bij Royal Mava Club Sauheid.